# 施布爾烏帕齊拉
施布爾乌帕齐拉是孟加拉国諾爾辛迪縣的一个乌帕齐拉，位於達卡专区的諾爾辛迪縣。。

## 人口
據1991年孟加拉國人口普查，施布爾共有戶數44,365戶，人口237246人。其中男性佔比50.77%，女性佔比49.23%；成年人口117,487人。該地7歲以上人口之平均識字率為32.3%，低於全國平均值（32.4%）。